# Tordai Csaba
Tordai Csaba (Budapest, 1978. december 29. –) alkotmányjogász és ügyvéd, volt államtitkár, egyetemi oktató, politikus.

## Pályafutása
Édesapja háziorvos, édesanyja okleveles közgazdász. A Pannonhalmi Bencés Gimnáziumban tanult, majd 2003-ban az Eötvös Loránd Tudományegyetem Állam- és Jogtudományi Karán szerzett jogi diplomát. 
A 2000-es évek elején Demszky Gábor kabinetfőnöke volt. 
2003-tól az Igazságügyi Minisztériumban dolgozott, 2004-től az Alkotmányjogi Főosztály főosztályvezető-helyettese volt, 2005-től pedig ugyanott főosztályvezetőként tevékenykedett. Egyik előkészítője volt az egyenlő bánásmódról szóló törvénynek, az elektronikus információszabadságról szóló törvénynek, valamint részt vett a jövő nemzedékek országgyűlési biztosának intézményét megteremtő törvény előkészítésében is. 2007–2010-ben a Miniszterelnöki Hivatalban jogi és koordinációs szakállamtitkár, majd jogi és közigazgatási államtitkár. 2007. július 1-jétől a Magyar Közlöny felelős szerkesztője volt.

## A 2009-es alkotmányszöveg ügye
Szerkesztőként 2009. október 23-án, a Magyar Köztársaság kikiáltásának huszadik évfordulóján közzétette az Alkotmány egységes szerkezetű szövegét, amelyben hatályos rendelkezésként szerepeltette az új alkotmány elfogadásáról szóló országgyűlési határozatot négyötödös többséghez kötő szabályt. Ennek a jogszabályi rendelkezésnek a hatályossága mind az egységes szerkezetű közzététel előtt, mind azt követően vitatott volt a jogtudományban, noha a közzététel idején az Alkotmánybíróság honlapja is hatályosként tüntette fel ezt a szabályt. A rendelkezés hatályossága mellett érvelt Arató András egyetemi tanár és Bragyova András volt alkotmánybíró, az MTA doktora, míg Csink Lóránt egyetemi docens  és Somogyvári István volt államtitkár szerint a kérdéses rendelkezés már korábban hatályát veszítette. Kukorelli István volt alkotmánybíró, tanszékvezető egyetemi tanár szerint a kérdés vitatott, annak megítélésében „összecsapnak a deregulációs és a derogációs elmélet hívei”. A kérdéses rendelkezést végül az Országgyűlés az Alkotmány 2010. július 5-i módosításával hatályon kívül helyezte. A vitát tíz évvel később, miután Karácsony Gergely főpolgármester jogi főtanácsadója lett, internetes portálok elevenítették fel, amelyek közül a Mandiner leközölte Tordai álláspontját, de szakmai érvekkel alátámasztva továbbra is fenntartotta a lap állításait.

## További pályafutása
A 2010-es kormányváltás óta ügyvédként tevékenykedik. Közigazgatási tevékenységéért 2007-ben Deák Ferenc-díjban, 2010-ben a Magyar Köztársasági Érdemrend középkeresztje kitüntetésben részesült. Ügyvédi munkáját Eötvös Károly-díjjal ismerték el. Kuratóriumi tagja volt 2015-ig a Haza és Haladás Közpolitikai Közhasznú Alapítványnak, jelenleg[mikor?] is felügyelőbizottsági elnöke a Költségvetési Felelősségi Intézetnek, továbbá felügyelő-bizottsági tagja volt 2017-ig az Átlátszó.hu Közhasznú Nonprofit Kft.-nek. A Széchenyi István Egyetemen alkotmányjogot, az Eötvös Loránd Tudományegyetem Bölcsészettudományi Karán sajtójogot is tanított. Számos alkotmányjogi publikáció szerzője. 2019-ben Karácsony Gergely budapesti főpolgármester jogi tanácsadója lett. Az Átlátszó.hu portálon így kommentálta a városházi munka elvállalását: „Biztos vagyok abban, hogy a portál ugyanazzal a kérlelhetetlenséggel fogja számonkérni a fővárosi vezetésen az átláthatóság és a korrupció elleni küzdelem értékeit, ahogyan azt mindenkivel szemben teszi. A majd évtizedes közös munka után ezt el is várom tőlük.”
2023. november 12-én ügyész jelenlétében házkutatást tartottak ügyvédi irodájában, ahol dokumentumokat foglaltak le Karácsony Gergely miniszterelnök-jelölti kampányának mikrofinanszirozásával összefüggésben.

## Művei
- Gáli Csaba–Sepsi Tibor–Tordai Csaba: Az új alkotmány egy tervezete; magánkiadás, Bp., 2011
- Mérlegen az alaptörvény. Interjúkötet hazánk új alkotmányáról. Sólyom László, Trócsányi László, Jakab András, Tordai Csaba, Kukorelli István, Herbert Küpper, Patyi András, Tölgyessy Péter. Szerk. Molnár Benedek, Németh Márton, Tóth Péter. Budapest: HVG ORAC–Stádium Intézet. 2013.  ISBN 9789632582108